# Vepris
Vepris is een geslacht uit de wijnruitfamilie (Rutaceae). Het geslacht telt ongeveer negentig soorten, die voornamelijk voorkomen in tropisch Afrika, op Madagaskar, Zanzibar en de Mascarenen. In mindere mate komen er soorten voor op het Arabisch schiereiland en in India.

## Soorten
- Vepris adamaouae Onana
- Vepris africana (Hook.f. ex Benth.) O.Lachenaud & Onana
- Vepris afzelii (Engl.) Mziray
- Vepris allenii I.Verd.
- Vepris amaniensis (Engl.) Mziray
- Vepris ampody H.Perrier
- Vepris aralioides H.Perrier
- Vepris araliopsioides Onana
- Vepris arenicola H.Perrier
- Vepris arushensis Kokwaro
- Vepris bachmannii (Engl.) Mziray
- Vepris bali Cheek
- Vepris bilocularis (Wight & Arn.) Engl.
- Vepris boiviniana (Baill.) Mziray
- Vepris bremekampii (I.Verd.) Mziray
- Vepris calcicola H.Perrier
- Vepris carringtoniana Mendonça
- Vepris cauliflora H.Perrier
- Vepris dainellii (Pic.Serm.) Kokwaro
- Vepris darcyi Labat, M.Pignal & O.Pascal
- Vepris decaryana H.Perrier
- Vepris densiflora (Baker) I.Verd.
- Vepris dicarpella H.Perrier
- Vepris drummondii Mendonça
- Vepris ebolowensis (Engl.) Onana
- Vepris eggelingii (Kokwaro) Mziray
- Vepris elegantissima F.White & Pannell
- Vepris elliotii (Radlk.) I.Verd.
- Vepris eugeniifolia (Engl.) I.Verd.
- Vepris fadenii (Kokwaro) Mziray
- Vepris fanshawei Mendonça
- Vepris fer Cheek
- Vepris fitoravina H.Perrier
- Vepris gabonensis (Pierre) Mziray
- Vepris gamopetala H.Perrier
- Vepris gerrardii (I.Verd.) E.J.D.Schmidt
- Vepris glaberrima (Engl.) J.B.Hall ex D.J.Harris
- Vepris glandulosa (Hoyle & Leakey) Kokwaro
- Vepris glomerata (F.Hoffm.) Engl.
- Vepris grandifolia (Engl.) Mziray
- Vepris hanangensis (Kokwaro) Mziray
- Vepris heterophylla (Engl.) Letouzey
- Vepris hiernii Gereau
- Vepris humbertii H.Perrier
- Vepris lanceolata (Lam.) G.Don
- Vepris laurifolia (Hutch. & Dalziel) O.Lachenaud
- Vepris leandriana H.Perrier
- Vepris lecomteana (Pierre) Cheek & T.Heller
- Vepris lepidota Capuron
- Vepris letouzeyi Onana
- Vepris louisii G.C.C.Gilbert
- Vepris louvelii H.Perrier
- Vepris macedoi (Exell & Mendonça) Mziray
- Vepris macrophylla (Baker) I.Verd.
- Vepris mandangoana Lisowski
- Vepris mbamensis Onana
- Vepris mendoncana Mziray
- Vepris mildbraediana G.M.Schulze
- Vepris montisbambutensis Onana
- Vepris morogorensis (Kokwaro) Mziray
- Vepris myrei (Exell & Mendonça) Mziray
- Vepris natalensis (Sond.) Mziray
- Vepris ngamensis I.Verd.
- Vepris nitida I.Verd.
- Vepris nobilis (Delile) Mziray
- Vepris noldeae (Exell & Mendonça) Mziray
- Vepris occidentalis Cheek & Onana
- Vepris onanae Cheek
- Vepris oubanguensis (Aubrév. & Pellegr.) Onana
- Vepris parvicalyx H.Perrier
- Vepris peraperta H.Perrier
- Vepris polymorpha H.Perrier
- Vepris reflexa I.Verd.
- Vepris renieri (G.C.C.Gilbert) Mziray
- Vepris rogersii (Mendonça) Mziray
- Vepris samburuensis Kokwaro
- Vepris sansibarensis (Engl.) Mziray
- Vepris schliebenii Mildbr.
- Vepris sclerophylla H.Perrier
- Vepris soyauxii (Engl.) Mziray
- Vepris spathulata (Engl.) H.Perrier
- Vepris stolzii I.Verd.
- Vepris suaveolens (Engl.) Mziray
- Vepris termitaria Mendonça
- Vepris teva Cheek
- Vepris trichocarpa (Engl.) Mziray
- Vepris trifoliolata (Engl.) Mziray
- Vepris uguenensis Engl.
- Vepris unifoliolata (Baill.) Labat, M.Pignal & O.Pascal
- Vepris verdoorniana (Exell & Mendonça) Mziray
- Vepris welwitschii (Hiern) Exell
- Vepris whitei Mendonça
- Vepris zambesiaca S.Moore

... · 
Acradenia · 
Acronychia · 
Aegle · 
Afraegle · 
Amyris · 
Casimiroa · 
Choisya · 
Citrus · 
Clausena · 
Dictamnus · 
Diplolaena · 
Fortunella · 
Limonia · 
Melicope · 
Murraya · 
Phellodendron · 
Poncirus · 
Ptelea · 
Ruta · 
Skimmia · 
Tetradium · 
Vangueriella · 
Vepris · 
Zanthoxylum · 
Zieria · 
...